# 1430
Rok 1430 (MCDXXX) gregoriánského kalendáře začal v pátek 1. ledna a skončil v pátek 31. prosince. Dle židovského kalendáře nastal přelom roků 5190 a 5191, dle islámského kalendáře 851 a 852.

## Události
- Isabela Portugalská se vdala za Filipa III. Dobrého
- vypovězení Židů z Chebu

### Probíhající události
- 1405–1433 – Plavby Čeng Chea
- 1419–1434 – Husitské války

## Narození

### České země
- 11. listopadu – Jošt II. z Rožmberka, vratislavský biskup († 12. prosince 1467)

### Svět
- 10. března – Oliviero Carafa, neapolský arcibiskup a kardinál († 20. ledna 1511)
- 23. března – Markéta z Anjou, anglická královna jako manželka Jindřicha VI. († 1482)
- 13. června – Beatrix Portugalská, portugalská infantka († 30. září 1506)
- 16. října – Jakub II., král skotský († 3. srpna 1460)
- ? – Niccolò Alunno, italský malíř († 1502)
- ? – Ferdinand II. z Braganzy, španělský šlechtic a vévoda († 20. června 1483)
- ? – Kacumoto Hosokawa, Sengoku daimjó († 1473)
- ? – Císařovna vdova Čou, matka císaře Čcheng-chuy († 1504)
- ? – Edmund Tudor, šlechtic velšského původu a otec anglického krále Jindřicha VII. († 3. listopadu 1456)

## Úmrtí

### České země
- 9. října – Jan XII. Železný, litoměřický a olomoucký biskup (* ?)
- ? – Jan Pňovický ze Sovince, moravský šlechtic (* ?)

### Svět
- 6. ledna – Filipa Anglická, královna Dánska, Norska a Švédska jako manželka Erika VII. Pomořanského (* 1394)
- 29. ledna – Andrej Rublev, nejvýznamnější malíř pravoslavných ikon (* 1360)
- 4. srpna – Filip I. Brabantský, brabantský vévoda (* 25. července 1404)
- 27. října – Vytautas, velkokníže litevský (* kolem 1350)
- ? – Christine de Pisan, francouzská spisovatelka (* 1364)
- ? – Sia Jüan-ťi, čínský státník v mingském období (* 1366)

## Hlavy států
- České království – Jiří z Poděbrad
- Svatá říše římská – Zikmund Lucemburský
- Papež – Martin V. – Benedikt XIV.
- Anglické království – Jindřich VI.
- Francouzské království – Karel VII.
- Polské království – Vladislav II. Jagello
- Uherské království – Zikmund Lucemburský
- Byzantská říše – Jan VIII. Palaiologos